# American Conquest: Divided Nation
American Conquest: Divided Nation est le second stand-alone du jeu vidéo American Conquest. Il s'agit d'un jeu complet qui ne nécessite pas le jeu original. Cette fois-ci l'action se déroule entre 1815 et 1865 et permet au joueur de prendre part à la révolution texane et à la guerre de Sécession.

## Système de jeu
American Conquest Divided Nation est un jeu de stratégie en temps réel fondé sur plusieurs aspects. L'aspect le plus important est militaire car c'est la seule manière de s'octroyer la victoire. Dans le mode solo il y a neuf campagnes comme la campagne de Gettysburg[Lequel ?] par exemple. Il y a un aspect économique, en effet cinq ressources sont disponibles : le bois, la nourriture, l'or, le fer et le charbon. Leur rôle est moins important dans le mode campagne que dans les parties rapides mais il ne faut pas les négliger car l’absence de nourriture occasionne une famine et le manque de charbon l'impossibilité pour les unités de tirer. L'aspect diplomatique est quasi inexistant du fait que l'on ne peut pas conclure d'alliances pendant une partie

## Les nations
- L'Union
- La Confédération
- La république du Texas
- Le Mexique

## Accueil
| American Conquest: Divided Nation |      |        |
| Média                             | Pays | Notes  |
| Eurogamer                         | US   | 5/10   |
| IGN                               | US   | 56 %   |
| Jeuxvideo.com                     | FR   | 13/20  |
| Compilations de notes             |      |        |
| Metacritic                        | US   | 53 %   |
| GameRankings                      | US   | 50,6 % |